# Chrysocharis longitarsus
Chrysocharis longitarsus är en stekelart som beskrevs av Christer Hansson 1985. Chrysocharis longitarsus ingår i släktet Chrysocharis och familjen finglanssteklar.
Artens utbredningsområde är Syrien. Inga underarter finns listade i Catalogue of Life.